# Cee
Cee – gmina w Hiszpanii, w prowincji A Coruña, w Galicji, o powierzchni 57,45 km². W 2011 roku gmina liczyła 7855 mieszkańców.
Miasto jest ważnym miejscem przystankowym dla pielgrzymów zmierzających z Santiago de Compostela do Finisterre.